# Agostinho de Sá
Agostinho Sampaio de Sá (* 8. Januar 1897 in Rio de Janeiro; † 28. April 1960 ebenda) war ein brasilianischer Wasserballspieler.

## Karriere
Agostinho de Sá nahm an den Olympischen Spielen 1920 in Antwerpen teil. Hier erreichte er mit der brasilianischen Nationalmannschaft den sechsten Rang.